# Jeremías James
Jeremías James Griffths (Trelew, Provincia del Chubut, Argentina; 29 de enero de 2001) es un futbolista argentino. Se desempeña como defensa central o lateral izquierdo en el Magallanes de la Primera B de Chile.

## Trayectoria

### San Lorenzo
James llegó a las divisiones inferiores de Club Atlético San Lorenzo de Almagro en 2019 y debutó con el primer equipo en un partido amistoso el 27 de enero de 2022, derrotando 2-1 al Club Estudiantes de La Plata en el Estadio Gran Parque Central en Montevideo, Uruguay.
Debutaría en la Copa de la Liga el 21 de febrero ante el Club Social y Deportivo Defensa y Justicia en la derrota por 4 a 3 correspondiente a la fecha 3. Luego del partido, no volvió a jugar hasta la fecha 13 de la misma Copa de la Liga, mientras Pedro Troglio era el entrenador, pero volvió a disputar un partido como titular ante el Club Atlético Newell's Old Boys y el Racing Club, con Fernando Berón al mando del equipo.
El 3 de julio sería titular en el partido contra el Club Atlético Barracas Central por la fecha 6, partido en el que el equipo caería derrotado 2-1 con varias polémicas, en el minuto 27 del segundo tiempo, James marcó el gol del empate 2-2 tras un centro de Agustín Martegani y un toque rápido de Eduardo García, sin embargo, el árbitro, Jorge Baliño, recibió la indicación por parte del encargado del VAR, Yael Falcón Pérez, de anular el gol por supuesto fuera de juego de James.

#### Lesión e inactividad
Ya compitiendo en Primera División, y con Rubén Darío Insúa como director técnico, consiguió un lugar en el once titular de San Lorenzo, junto a Federico Gattoni y una rotación de Gonzalo Luján, Cristian Zapata y Gastón Hernández, hasta el 9 de julio de 2022, cuando James sufrió una lesión en la pierna en un partido correspondiente a la fecha 7 de Primera División ante el Club Atlético Boca Juniors, resultando en una rotura de ligamentos cruzados anteriores en la rodilla izquierda. A pesar de haber sido operado con éxito el 16 de julio de 2022, la lesión le impidió jugar durante varios meses, tiempo durante el cual renovó su contrato con el club en marzo de 2023 hasta diciembre de 2025.
En julio de 2023 fue convocado a disputar un partido de la Copa Sudamericana de ese año contra el Deportivo Independiente Medellín, pero no estuvo ni en el banco de suplentes. No volvió a ser considerado hasta el 20 de agosto, para el partido de la fecha 1 de Copa de la Liga ante el Club Atlético Lanús, pero pese a estar durante seis partidos consecutivos no volvió a jugar un partido.

### Préstamo a Barracas Central
En septiembre, luego de no tener un lugar en la plantilla de Insúa y ya recuperado de su lesión, James fue cedido a C. A. Barracas Central hasta diciembre de 2024 sin cargo y sin opción de compra pero con cláusula de repesca en diciembre de 2023 y junio de 2024. Inicialmente, el club solicitó a James debido a la lesión de su lateral Fernando Prado, por lo que la Asociación del Fútbol Argentino le permitió la ampliación de cupo y concretar su llegada.
El 2 de octubre debutó con el equipo de Barracas Central, dirigido por Sergio Rondina, en un partido contra el Club Atlético Sarmiento, que finalizó empatado 1-1, y James disputó los últimos 26 minutos del partido, cuando ingresó reemplazando a Juan Ignacio Díaz. James permaneció en el banco de suplente durante casi todos los partidos restantes, y regresó a la alineación el 6 de noviembre contra el Club Atlético Rosario Central en el empate 1-1 por la fecha 12, jugando los últimos 8 minutos del partido en la posición de lateral izquierdo debido a la lesión en su compañero Franco Nicolás Tolosa. 

### Retorno a San Lorenzo
Aún con Rubén Darío Insúa como DT, Jeremías James volvía al C. A. San Lorenzo de Almagro en busca de sumar minutos de juego, cosa que obtuvo recién en la Fecha 9 de la Copa de la Liga Profesional 2024 ante el Club Deportivo Godoy Cruz Antonio Tomba en el triunfo 1-0, ingresando por Gonzalo Luján los últimos 3 minutos de partido. 
Sin embargo, después de 637 días, Jeremías volvería a ser titular en la Fecha 13 de la misma Copa, esta vez ante el Club Social y Deportivo Defensa y Justicia en la derrota 2-0, quedando como capitán cuando el mismo Luján dejó el campo de juego para que ingresara Elías de Jesús Báez Sotelo: James usó la cinta 15 minutos. Ya con Leandro Romagnoli comandando al club, no tuvo actividad contra Club Atlético Central Córdoba la Fecha siguiente ni en partidos posteriores durante más de un mes.

### Préstamo a Riestra
El 30 de mayo de 2024, es nuevamente cedido por San Lorenzo al equipo de los Blanquinegros. El contrato con la institución es hasta diciembre de 2025 con cláusula de repesca en diciembre sin cargo ni opción de compra, aunque si tendrá una opción para extenderse por un año más en estas mismas condiciones. Previo a irse, renovó su contrato con El Ciclón. El motivo de su nueva ida es, nuevamente, la falta de oportunidades en San Lorenzo y sumar una buena cantidad de puntos para alejarse de los puestos de descenso, posteriormente anulados, con Riestra.Si bien no jugó, su primer convocatoria fue el 13 de junio de 2024 en el triunfo 2-0 ante el Club Atlético River Plate.

## Estadísticas
Actualizado al último partido disputado el 6 de abril de 2024.
| Club                        | Div.          | Temporada     | Liga  | Liga  | Liga   | Copas nacionales | Copas nacionales | Copas nacionales | Copas internacionales | Copas internacionales | Copas internacionales | Total | Total | Total  |
| Club                        | Div.          | Temporada     | Part. | Goles | Asist. | Part.            | Goles            | Asist.           | Part.                 | Goles                 | Asist.                | Part. | Goles | Asist. |
| --------------------------- | ------------- | ------------- | ----- | ----- | ------ | ---------------- | ---------------- | ---------------- | --------------------- | --------------------- | --------------------- | ----- | ----- | ------ |
| San Lorenzo Argentina       | 1.ª           | 2022          | 16    | 1     | 1      | -                | -                | -                | 1                     | 0                     | 0                     | 17    | 1     | 1      |
| Barracas Central Argentina  | 1.ª           | 2023          | 2     | 0     | 0      | -                | -                | -                | -                     | -                     | -                     | 2     | 0     | 0      |
| Barracas Central Argentina  | Total club    | Total club    | 2     | 0     | 0      | 0                | 0                | 0                | 0                     | 0                     | 0                     | 2     | 0     | 0      |
| San Lorenzo Argentina       | 1.ª           | 2024          | 2     | 0     | 0      | -                | -                | -                | -                     | -                     | -                     | 2     | 0     | 0      |
| San Lorenzo Argentina       | Total club    | Total club    | 18    | 1     | 1      | 0                | 0                | 0                | 1                     | 0                     | 0                     | 19    | 1     | 1      |
| Deportivo Riestra Argentina | 1.ª           | 2024          | 1     | 1     | 0      | -                | -                | -                | -                     | -                     | -                     | 1     | 1     | 0      |
| Deportivo Riestra Argentina | Total club    | Total club    | 1     | 1     | 0      | 0                | 0                | 0                | 0                     | 0                     | 0                     | 1     | 1     | 0      |
| Total carrera               | Total carrera | Total carrera | 21    | 2     | 1      | 0                | 0                | 0                | 1                     | 0                     | 0                     | 22    | 2     | 1      |

## Vida personal
Jeremías James (Galenso) nació el 29 de enero de 2001 en Trelew, Provincia del Chubut, Argentina. Su abuelo, El " Galenso " Griffhits fue un prestigioso arquero en ADS de Gaiman y posterior D.T., Cuando tenía nueve años a Jeremías le diagnosticaron leucemia. Posteriormente se mudó a Buenos Aires con su familia para tratar su enfermedad, la cual superó después de ocho meses.